# Новий підручник анатомії

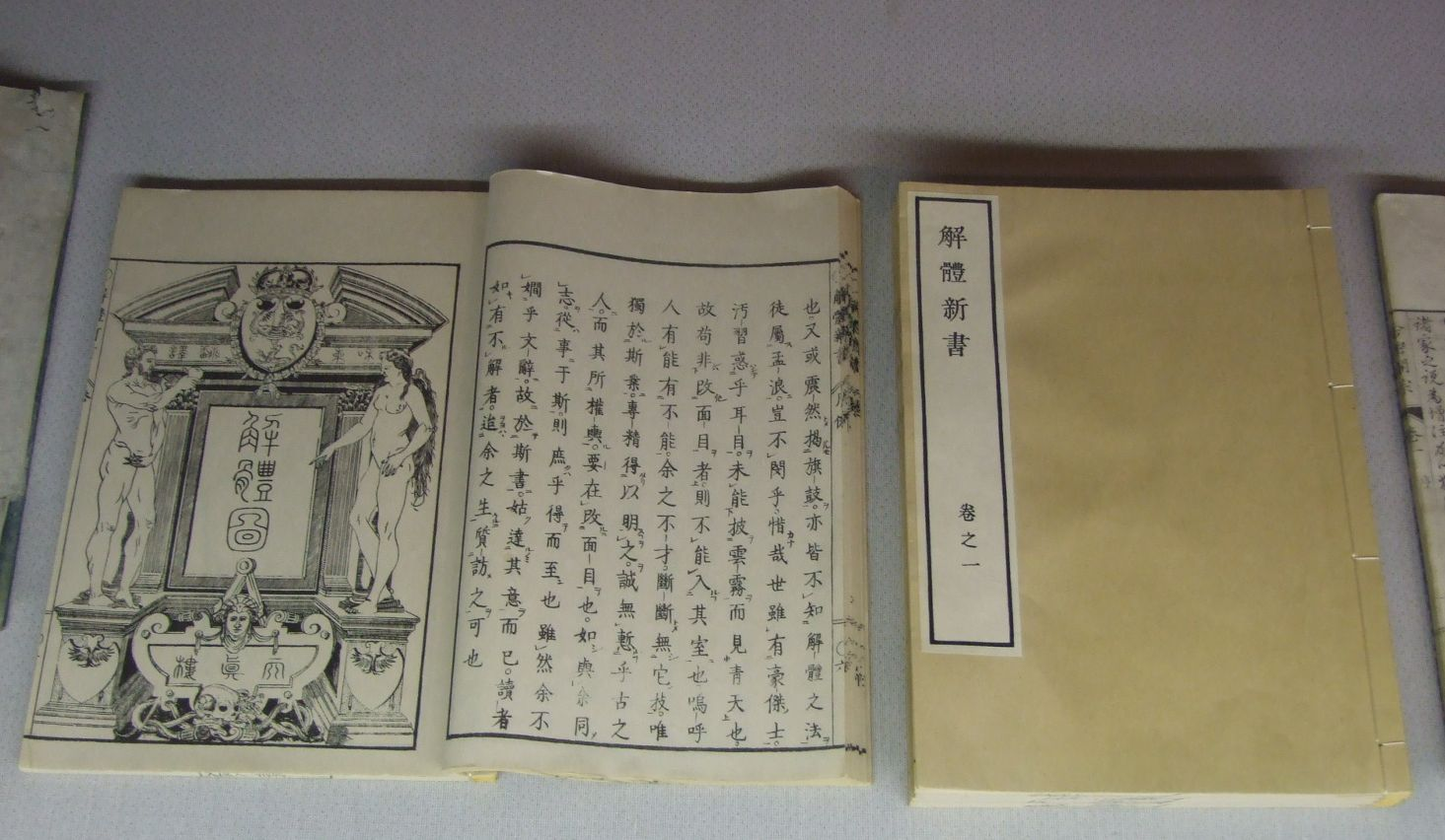
Кайтай сінсьо

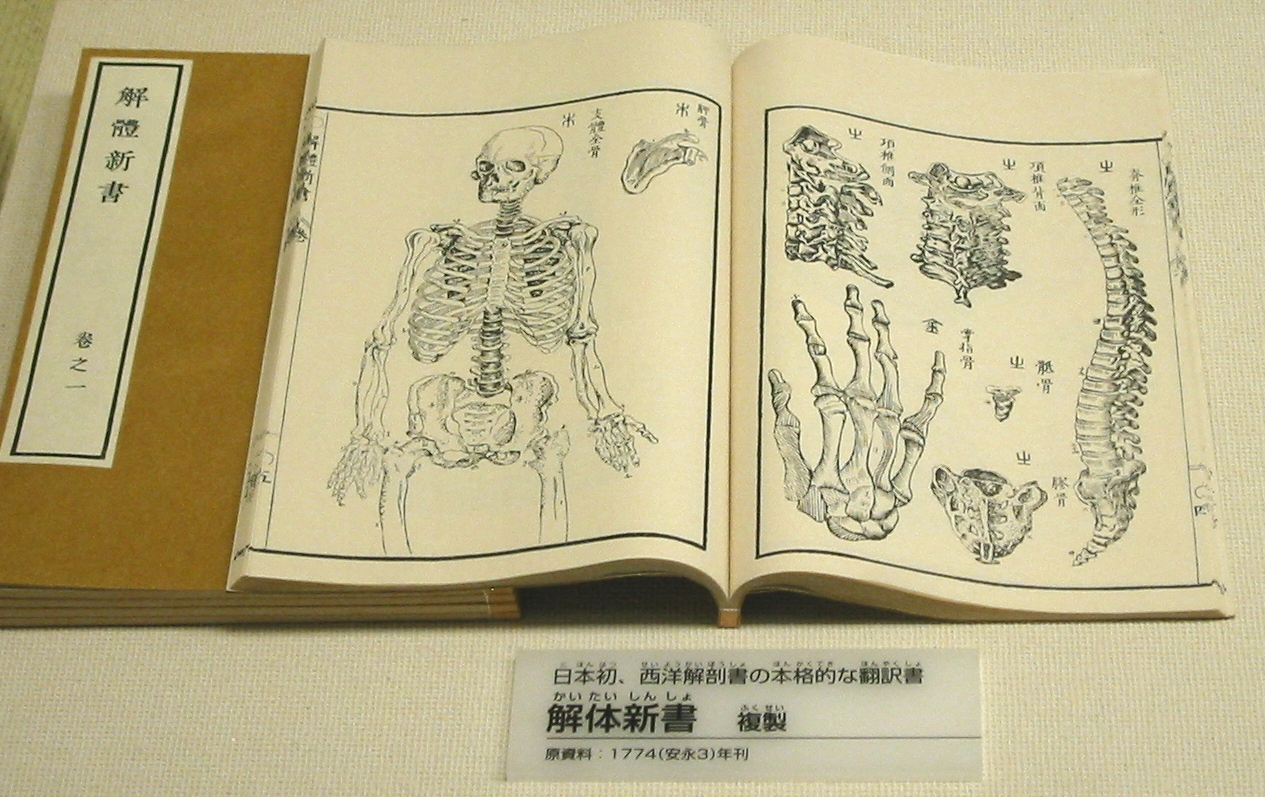
Кайтай сінсьо

Кайтай сінсьо (яп. 解体新書, かいたいしんしょ, «Новий підручник анатомії») — перший японський підручник з європейської анатомії, виданий 1774 року. Складається з 4 томів тексту і 1 тому ілюстрацій.

## Короткі відомості
«Новий підручник анатомії» є перекладом голландської праці «Анатомічні таблиці» (Ontleedkundige Tafelen) голландського лікаря Герарда Діктена (1696—1770), яка у свою чергу є перекладом німецької праці «Анатомічні таблиці» (Anatomische Tabellen) німецького лікаря Йохана-Адама Кульма (1689—1745). Німецький оригінал був виданий 1722 року і мав перевидання 1732 року. Голландський переклад побачив світ 1734 року.
Над японським виданням «Новий підручник анатомії» працювали японські лікарі Суґіта Ґемпаку, Маено Рьотаку, Накаґава Дзюн'ан та інші. Переклад і редагування зайняли 4 роки. Процес редагування описаний у автобіографічні роботи Суґіти «Початки ранґаку» 1815 року.
«Новий підручник анатомії» справив великий вплив на поширення ранґаку в середовищі японських інтелектуалів, пришвидшив проникнення європейських здобутків у точних і природничих науках до Японії.